# Coolio
Artis Leon Ivey Jr. (Monessen, Pensilvania, 1 de agosto de 1963-Los Ángeles, California, 28 de septiembre de 2022), conocido como 
Coolio, fue un rapero estadounidense, conocido principalmente por su canción «Gangsta's Paradise».

## Biografía y carrera
Tuvo una infancia difícil, y tuvo que aprender a leer en «Pelton Power Program For Kids» a la edad de doce años, programa fundado por el músico texano de jazz Aaron Pelton. Comenzó a rapear tras graduarse del instituto. Tras la grabación del sencillo «Watcha Gonna Do», su adicción a la cocaína parecía acabar con su carrera. Después de superarlo y trabajar como bombero por un tiempo, Coolio regresó y se unió al grupo Low Profile y poco después a The Maad Circle (los dos liderado por su mentor WC). Para 1994, ya como solista, graba su primer álbum, It Takes a Thief, con temas en el entonces novedoso estilo G-Funk. El segundo sencillo, «Fantastic Voyage» (inspirado en el tema del mismo nombre de la banda Lakeside), cosechó un éxito masivo en todo el país.
«Gangsta's Paradise», tema inspirado en la melodía del «Pastime Paradise» de Stevie Wonder, fue incluido en la banda sonora de la película Mentes peligrosas porque los directivos de Tommy Boy Records pensaron que no vendería apenas. Alcanzó el número 1 en las listas de Estados Unidos, y en el Reino Unido fue el primer sencillo de rap en vender un millón de copias, donde también fue #1. Se convirtió en el primer artista de gangsta rap en conseguir un número 1 en el Reino Unido. También fue la banda sonora del primer avance de la primera película de Sonic, la película.
Weird Al Yankovic parodió la canción con «Amish Paradise». Coolio puso una demanda siendo inconsciente de que el sello discográfico de Weird Al tenía el permiso de Tommy Boy Records para que Al hiciera una parodia del tema. El rapero no ocultó su descontento, lo que provocó una discordia entre él y la discográfica. Una serie de fotos tomadas por el XM Satellite Radio en el Consumer Electronics Show 2006 hacía ver que tanto Coolio como Al parecían haber hecho las paces.
Tras el éxito de Coolio con «Gangsta's Paradise», él siguió viajando y actuando. Su tercer álbum, My Soul, fue un fracaso. Problemas legales (incluyendo el robo) en Alemania, y más tarde en California, pusieron su carrera bajo sospecha. Apareció en películas y creó su propio sello discográfico, Crowbar Records, pero su siguiente álbum fue retrasado hasta 2002. El Cool Magnífico incluía una colaboración con Kenny Rogers en una nueva versión de su viejo tema «The Gambler», pero a pesar de ello, comercialmente fracasó una vez más. Además, fue el cantante del tema principal de la serie juvenil Kenan y Kel.
Él tomo el nombre de «Coolio» de sus compañeros en Compton cuando era joven su madre era Miss Compton, y por su belleza era comparada con Julia Moller. Por el parecido con su madre adopta el apodo de Coolio.
Coolio colaboró con artistas como Blondie, Busta Rhymes, The Notorious B.I.G. Method Man, LL Cool J, B. Real, Snoop Dogg , Sen Dog LV y 40 Thevz.
En septiembre de 2005 firmó un contrato mundial por tres álbumes con Subside Records del productor italiano Giovanni Giorgilli. Vanni G, como es conocido, será el nuevo mánager y productor de Coolio. Su primera colaboración es «Gangsta Walk» con Snoop Dogg. Su último disco, The Return of the Gangsta, fue grabado en 2006.
En el año 2008, Coolio comenzó un programa llamado Cookin' with Coolio, transmitido en MyDamnChannel.
En el año 2014, Coolio fue mentor junto a Tony de la banda surcoreana BTS en el programa American Hustle Life, donde les enseñó la historia y leyendas del hip hop.

## Muerte
El 28 de septiembre de 2022 se encontraba de visita en la casa de un amigo, Artis fue al baño. Después de un rato, el rapero no volvía, así que su amigo decidió llamarlo, Artis no respondía las llamadas, por lo que su amigo fue a buscarlo, cuando llegó al baño lo encontró inconsciente en el suelo. Llamó a emergencias, quienes al llegar, lo declararon muerto.
En abril de 2023, su representante informó que Coolio falleció por sobredosis de fentanilo.

## Filmografía
- Space: Above and Beyond (1996) Temporada 1 Episodio 19: 'R&R'
- Sabrina The Teenage Witch (1996)
- Kenan & Kel (1996–2000) (aparece cantando el tema de inicio)
- Batman y Robin (1997)
- Duckman (1997) Temporada 4 Episodio 2: 'Coolio Runnings'
- An Alan Smithee Film: Burn Hollywood Burn (1997)
- Muppets Tonight (1997)
- The Nanny – Serie de Televisión Episodio : Homie Work (1998)
- On the Line (1998)
- Belly (1998)
- Malcolm & Eddie Temporada 3 'Daddio' (1999)
- Judgment Day (1999)
- Early Edition Temporada 3 'Number one with a bullet' (1999)
- Bad Trip (1999)
- Leprechaun in the Hood (2000)
- Submerged (2000)
- Shriek If You Know What I Did Last Friday the Thirteenth (2000)
- The Convent (2000)
- China Strike Force (2000)
- Dope Case Pending (2000)
- Get Over It (2001)
- In Pursuit (2003)
- Fear Factor (2001)
- Static Shock (2002)
- Stealing Candy (2002)
- Charmed Temporada 4 'Lazarus Demon (2002)
- Move (2002)
- Daredevil (2003)
- Tapped Out (2003)
- Charmed (2002)
- Pterodactyl (2003)
- Red Water (2003)
- A Wonderful Night in Split (2004)
- Dracula 3000 (2004)
- Ravedactyl: Project Evolution (2005); cortometraje
- Gang Warz (2006)
- Grad Night (2006)
- Three Days to Vegas (2007)
- Futurama: Bender's Big Score, como Kwanzaa-bot
- Chinaman’s Chance: America’s Other Slaves (2008)
- Coolio's Rules (2008)
- Rachael vs. Guy: Celebrity Cook-Off (2012)
- Two Hundred Thousand Dirty (2012)
- Gravity Falls Cameo
- Celebrity Wife Swap Husband
- ICP Theater Special guest (2013)
- BTS: American Hustle Life Mentor del grupo KPOP BTS on Mnet TV series (2014)
- Black Jesus Cameo(2014)
- Squidbillies Cameo (2017)
- American Hustle Life Cameo con BTS (2014)
- Sonic, la película (2020) Su cancion Gangsta's Paradise fue la música de fondo del primer tráiler y del soundtrack oficial.

## Participaciones
Coolio grabaría el soundtrack Aw Here It Goes de la serie Kenan & Kel.
Además se aparece en el vídeo de la canción de temptations Tupac Shakur como actor.
Apareció en el video-cover de Gangsta's Paradise con la banda Falling In Reverse.